# Emmy Wehlen

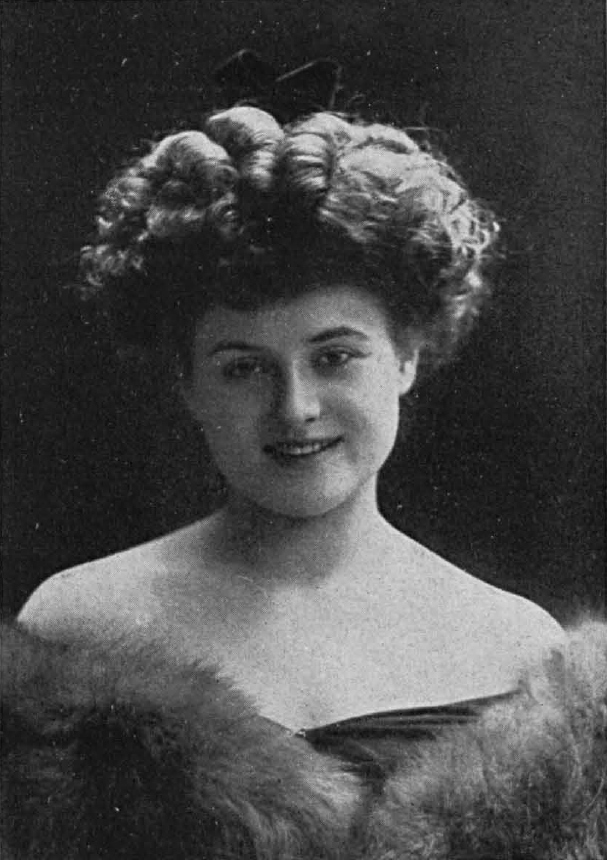
Emmy Wehlen (1908).

Emmy Wehlen en 1911 avec C. Morton Horne dans Marriage A La Carte.

Emily "Emmy" Wehlen, née Emmy Louise Weckesser en 1887 à Mannheim et morte en 1977, est une chanteuse d'opérette et actrice allemande.

## Biographie

### L'opérette
Elle reçoit une formation vocale au Conservatoire de Mannheim. Après sa formation, elle a ses premiers engagements dans des théâtres musicaux à Stuttgart, Berlin et Munich. Au Thalia Theater de Berlin, elle apparaît entre autres avec l'humoriste Arnold Rieck. Avec lui, elle enregistre le disque Without Men, un duo de l'opérette Doktor Klapperstorch.
En 1909, elle fait sa percée internationale à Londres. Elle joue au Daly's Theatre le rôle de Sonia dans une version anglaise de l'opérette La Veuve joyeuse de Franz Lehár et le rôle d'Olga dans l'opérette Die Dollarprinzessin de Leo Fall. On la voit ensuite à New York et à Londres. En 1912, elle donne la réplique à Mae West dans l'opérette A Winsome Widow au Loew's New York Theatre. Son dernier engagement d'opérette est en 1915 à Broadway au Shubert Theatre. Sa carrière cinématographique commence après l'expiration de son contrat à Broadway.

### Au cinéma
Elle devient l'une des vedettes de la Metro Pictures Corporation. Parallèlement  au cinéma, elle reste actrice de théâtre et chanteuse d'opérette. En 1917, elle joue aux côtés de Harry Davenport dans le film Sowers and Reapers. La même année, elle apparaît dans The Belle of the Season aux côtés de Louis Wolheim. En 1918, elle a le rôle principal dans Sylvia on a Spree, face à Joseph Sweeney. En 1919, elle partage la vedette avec Eugene Pallette dans le film muet The Amateur Adventuress. En 1920, elle a joué dans 18 films, principalement dans le rôle principal. Après son dernier film, elle revient à l'opérette, mais met fin à sa carrière au bout de quelques années. Elle disparaît de la vie publique, et on ignore son sort par la suite.

## Filmographie
- 1915: When a Woman Loves
- 1915: Her Reckoning
- 1916: The Master Smiles
- 1916: The Pretenders
- 1917: Vanity
- 1917: Sowers and Reapers
- 1917: The Trail of the Shadow
- 1917: The Belle of the Season
- 1917: Miss Robinson Crusoe
- 1917: The Outsider
- 1918: The Shell Game
- 1918: The House of Gold
- 1918: His Bonded Wife
- 1918: Sylvia on a Spree
- 1919: The Amateur Adventuress
- 1919: Fools and Their Money
- 1919: A Favor to a Friend
- 1920: Lifting Shadows